# Lenguas pakánicas
Las lenguas pakánicas, también llamadas palyu o mángicas, son un grupo de lenguas austroasiáticas, tentativamente clasificadas como una subrama del grupo khásico-khmuico. Se hablan en el sur de China y en el norte de Vietnam.

## Clasificación
En 1990,  Paul K. Benedict had argumentó que las lenguas mángicas debían ser consideradas una rama independiente de las lenguas austroasiáticas. Sin embargo, Gerard Diffloth sugirió más tarde que parecían estar más estrechamente relacionadas con las lenguas paláunguicas. Nguyen Van Loi también clasificó a estas lenguas dentro del grupo samtau del waico junto con las lenguas paláunguicas, aunque más tarde clasificó el mánguico como una rama coordinada con el waico. Peiros (2004) incluye el grupo mángico dentro del pakánico. Sin embargo, Paul Sidwell cuestiona esta clasificación, puesto que algunas lenguas clasificadas como mángicas podrían ser de hecho lenguas khmuicas.
Más recientemente, Li Yunbing (2005) separa estas lengua en una rama pakánica y una rama mángica. De acuerdo con esta clasificación de Li (2005), el mángico se incluye a veces dentro de las lenguas paláunguicas.
- Pakánico
  - Bolyu 巴琉语 (Paliu, Lai 俫语)
  - Bugan 布甘语 (Bogan, Pukan, Pakan, Bugeng 布赓语)
- Mangic
  - Mang 莽语 - hablado en la provincia vietnamita de Lai Châu y los distritos de Jinping Miao, Yao y Dai, en la provincia china de Yunnan.
  - Buxing (Buxin, Bit) 布兴语 - hablado en el distrito de Mengla en  Yunnan así como en las provincias laosianas de Luang Namtha y Phongsaly.
  - Khang 抗语 - hablado en las provincias vietnamitas de Son La y Lai Châu.
  - Kemie 克蔑语 – spoken in Jinghong County, Xishuangbanna, Yunnan, China
  - Kuan 宽语 (Damai) – spoken in Jinghong County, Xishuangbanna, Yunnan, China
  - Xinh Mun 欣门语 (Puoc, Vietnam).